# Cycnos fils d'Apollon
Pour les articles homonymes, voir Cycnos.

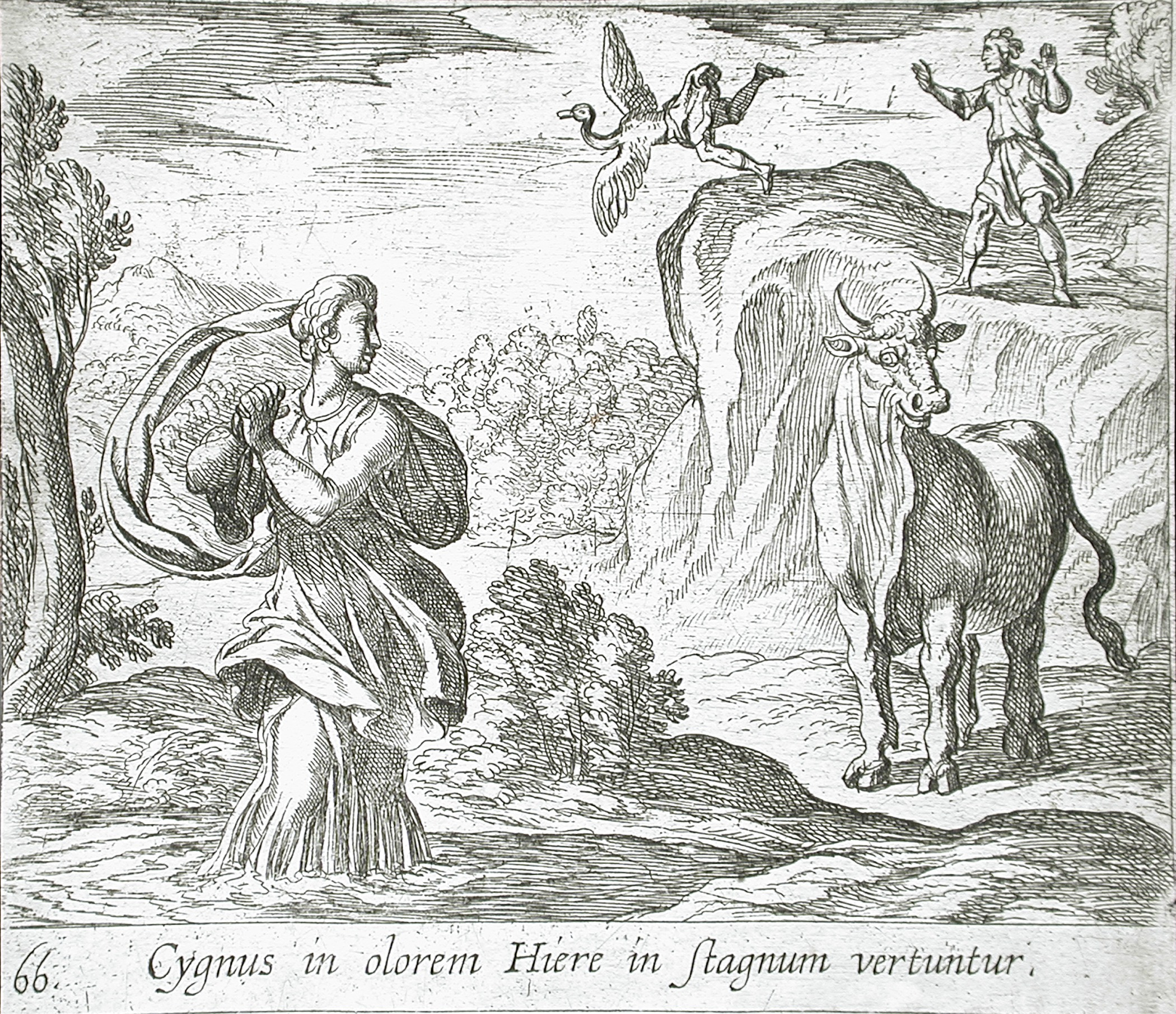
Cycnos et Hyrié, gravure de Wilhelm Janson et Antonio Tempesta, 1606.

Dans la mythologie grecque, Cycnos (en grec ancien Κύκνος / Kúknos, « le cygne »), fils d'Apollon et d'Hyrié, soumit Phylios, qui l'aimait, à toute sorte d'épreuves pour s'assurer de sa loyauté. Il lui demanda un jour de dompter un taureau sauvage, ce que Phylios fit ; mais lassé par ces défis permanents, il refusa de lui donner l'animal. Par dépit, Cycnos alla se précipiter du haut d'un rocher, mais son père le changea en cygne avant qu'il ne touche le sol.

## Sources
- Antoninus Liberalis, Métamorphoses [détail des éditions] (XII).
- Ovide, Métamorphoses [détail des éditions] [lire en ligne] (VII, 371–381).